# Історія Юань
«Історія Юань» (кит.: 元史; піньїнь: Yuán shǐ, Юань ши; англ. History of Yuan) — одна з 24-х офіційних історій Китаю, присвячена Монгольській імперії та монгольській династії Юань (1206—1368). Написана 1369 року під головуванням Суна Ляня (1310—1381), сподвижника Хун'у, першого імператора династії Мін   (1368—1398). Містить в собі хронологічний виклад подій за правління імператорів Юань (від Чингісхана і до Тоґон-Темура); описує обряди і звичаї, стан адміністрації, військової справи, економіки і торгівлі, географії, календаря, наук і мистецтв; надає відомості про інші сусідні народи.

## Структура
За традицією «Історичних записів» і наступних хронік, матеріал оформлений у чотири класичних розділи:
- 47 основних анналів (кит.: 本紀, беньцзі) — аннали правлінь монгольських ханів-імператорів;
- 58 трактатів (кит.: 志, бяо) — праці про різні сфери життя і адміністрації держави при даній династії;
- 8 таблиць (кит.: 志, чжи) — хронологічні і генеалогічні таблиці;
- 8 біографій (кит.: 列傳, лечжуань) — біографії всіх видатних діячів часів Юань.

Укладачі «Історія Юань» досить мало писали від себе, в основному вони редагували і компілювали тексти китайською мовою, створені в період Юань. Причому їх редакторська робота була іноді зведена до мінімуму — у тексті збережено дуже багато оригінальних документів юаньської епохи (указів імператорів, доповідей урядових органів, надгробних написів на могилах видатних державних діячів Юань тощо).